# Calle 238 (línea de la Séptima Avenida–Broadway)
La Calle 238 es una estación de la Línea de la Séptima Avenida-Broadway del metro de Nueva York. Localizada en la intersección de la calle 238 y Broadway en el Bronx. Los trenes de la línea 1 prestan servicios en esta estación, durante todo el día.
Desde la estación, hay una vista del depósito de trenes de la calle 240, donde se mantienen las formaciones que prestan servicio en la línea. La vía rápida que pasa hasta la estación, estaba sin utilizar en 2010.

## Conexiones de buses
- Bx3